# Comentari de text filosòfic
Un comentari de text filosòfic, és un estudi d'un text de caràcter filosòfic, que es realitza des de diversos punts de vista, i que permet analitzar les seves característiques i naturalesa.
El comentari ha sigut una eina de gran utilitat i importància. Una gran part de les escoles de pensament es van originar arran de l'anàlisi que comentaristes desenvolupen amb destacades obres filosòfiques. En l'antiga Grècia i Roma, destacades escoles de pensadors van elaborar alguns dels seus pensaments a partir dels comentaris de textos d'Aristòtil i Plató. És possible considerar a una part substantiva del pensament filosòfic de Sant Tomàs d'Aquino un significatiu comentari a determinades idees Aristotèliques.
El comentari de text en Filosofia té la seva base en la importància que la filosofia atorga a l'anàlisi del llenguatge i la interpretació d'un text.

## Estructura[calcitació]
En l'actualitat el comentari de text filosòfic ha evolucionat fins a adquirir un format que en molts casos obeeix a l'esquema indicat en aquesta secció.

### Introducció
Un comentari de text filosòfic comença amb un clar enunciat del tema o problema filosòfic que s'analitza. S'emmarca el problema en l'espai del pensament, sovint mitjançant un exemple que l'autor del text analitzat tracta. S'intenta transmetre al lector una idea clara dels temes filosòfics generals que s'analitzen a la vegada que la importància d'aquests. També es presenta de forma clara la posició de l'autor analitzat, i la conclusió o resolució a la qual s'arriba sobre el tema o problema filosòfic plantejat. Finalment en la introducció s'inclou un breu enunciat sobre els objectes dels comentaris que es presenten. El mateix és tant una avaluació de la posició de l'autor del text filosòfic com també sobre la posició del comentarista sobre el tema que es discuteix.

### Argument
Se sol presentar un breu resum dels arguments que presenta el text analitzat. Es condensa el text analitzat presentant les seves proposicions principals, defensa de la hipòtesi, i conclusions.

### Defensa
Generalment, se sol reafirmar l'avaluació del text analitzat. Després s'ataca el raonament i els arguments del text filosòfic, el seu raonament, discussió de les possibles implicacions dels arguments d'aquest, o reforçant les conclusions del mateix mitjançant la presentació de raonaments i evidencia que sostingui algunes idees que estaven pobrament justificades. Els contraexemples són una forma molt efectiva de demostrar els defectes del raonament que pot amagar el text analitzat.
Existeixen diverses estratègies que es poden d'adoptar, per exemple:
• Es pot escollir exposar un flanc dèbil o error en el raonament de l'argument presentat en el text que es comenta.
• Es pot desafiar el raonament del text, és a dir, es pot criticar la posició que planteja el text filosòfic per estar construïda sobre algun principi o hipòtesis dubtoses.
• Es pot estendre la conclusió del text filosòfic elaborant conseqüències no previstes originalment.

### Conclusió
En la conclusió s'esmenta novament la tesi del comentarista i s'emmarca la seva posició en l'espai del pensament. En cas que el comentarista coincideixi amb la posició del text filosòfic, a vegades s'indica quin treball addicional ha de ser realitzat sobre el tema. Si contràriament el comentari és crític del text analitzat, a vegades el comentarista anomena possibles estratègies que podrien ser utilitzades per tractar els temes filosòfics analitzats.